# Nico Weißmann
Nico Weißmann (* 14. April 1980 in Saarbrücken) ist ein ehemaliger deutscher Fußballspieler.

## Karriere
Nico Weißmann spielte in seiner Jugend beim FSV Lauterbach und dem 1. FC Saarbrücken.
Von Saarbrücken wechselte er dann zur Saison 2001/02 zur SV Wehen Wiesbaden und zur Saison 2003/04 ging er wieder zum 1. FC Saarbrücken. Dort wurde er in die zweite Mannschaft abgeschoben und wechselte deshalb 2005 zum FK Pirmasens und zwei Jahre später zu den Amateuren des 1. FC Kaiserslautern.
Schließlich wechselte er zur Saison 2008/09 wieder zum 1. FC Saarbrücken und spielte dort im Oberligateam in der fünften Liga. Dem 1. FC Saarbrücken gelang unter Dieter Ferner nach zwei Abstiegen in Folge in den nächsten beiden Jahren der direkte Durchmarsch in die dritte Liga. Während Weißmann in der Oberliga und in der Regionalliga West als leistungstragende Stammkraft maßgeblich an den erfolgreichen Jahren beteiligt war, spielte er unter dem neuen Trainer Jürgen Luginger in der dritten Liga keine Rolle mehr. 
2011 wechselte er zum FC Homburg. Nach einem Jahr bei Borussia Neunkirchen spielte er bis zur Winterpause 2015/16 beim SV Auersmacher und wechselte dann zu den Sportfreunden Köllerbach. Hier spielt Weißmann seit 2017 nur noch in der 2. Mannschaft. Dort beendete er im Januar 2017 seine Karriere.
Außerhalb seiner sportlichen Karriere arbeitet er am Gymnasium am Krebsberg in Neunkirchen (Saar) als Lehrer für die Unterrichtsfächer Deutsch, katholische Religion und Sport, in welchem er außerdem Fachleiter ist.